# Nikolaj Dmitrievič Sokolov
Nikolaj Dmitrievič Sokolov, in russo Николай Дмитриевич Соколов? (Peterhof, 6 giugno 1870 – Jalta, 26 luglio 1928), è stato un rivoluzionario e avvocato russo.

## Biografia
Figlio di un ecclesiastico, studiò giurisprudenza ed esercitò a Pietroburgo la professione di avvocato pubblicando anche articoli in materia di diritto sulle riviste Оbrazovanie e Žizn'. Già coinvolto in inchieste su gruppi populisti, nel 1896 fu arrestato con l'accusa di far parte dell'organizzazione socialdemocratica Unione di lotta per l'emancipazione della classe operaia e fu confinato a Tallinn. Alla fine del 1905 Sokolov ospitò Lenin nella propria casa di via Malaja Morskaja. Nel 1906 fu espulso dalla regione del Baltico dopo avervi difeso imputati di reati politici, quali Chrustalёv-Nosar, Fondaminskij, i membri del comitato militare del POSDR, i giornalisti del Načalo, della Severnogo golos, della Vestinka žizn'.
Nel 1914, a seguito dello scandaloso caso Bejlis, l'ebreo accusato di omicidio rituale, Sokolov fu imputato insieme con altri 24 avvocati per aver criticato la Procura di Kiev. Condannato a otto mesi di reclusione, la pena gli fu commutata in appello nel divieto dell'esercizio dell'avvocatura per otto mesi. Menscevico, Sokolov ebbe una parte di primo piano all'inizio della Rivoluzione di febbraio, quando fu eletto membro del Comitato esecutivo del Soviet di Pietrogrado. Con i soldati della commissione nominata allo scopo, il 14 marzo 1917 redasse il famoso Ordine n. 1, con il quale l'esercito veniva posto sotto l'influenza politica del Soviet. Partecipò anche alle trattative con il Comitato della Duma al quale il Soviet affidò il governo del paese.
Sokolov fu membro della Commissione straordinaria d'indagine sugli ex-ministri zaristi e, dal 3 ottobre, del Preparlamento. Dopo la Rivoluzione d'ottobre Sokolov lasciò l'attività politica, continuando a esercitare la professione di avvocato.